# Parnassia qinghaiensis
Parnassia qinghaiensis là một loài thực vật có hoa trong họ Dây gối. Loài này được J.T. Pan mô tả khoa học đầu tiên năm 1996.